# Francesca Doveri
Francesca Doveri (Pontedera, 21 dicembre 1982) è un'ostacolista e multiplista italiana.
È stata finalista agli Europei indoor di Torino 2009 ed ai Mondiali di Taegu 2011, entrambe le volte nelle prove multiple.
Ha vinto 5 titoli italiani assoluti di prove multiple (2 outdoor e 3 indoor) e 6 nazionali giovanili (5 nelle prove multiple ed 1 nell'alto).

## Biografia

### Gli inizi e le società di appartenenza
Ha iniziato la pratica dell'atletica leggera nel 1995 con l'Aurora Pontedera all'età di 13 anni  (categoria Ragazze) allenata da Piero Amidei, suo insegnante di educazione fisica alla scuola media. Si è dedicata inizialmente al salto in alto e ha proseguito da cadetta con la stessa società e la stessa specialità.
Nel triennio 2005-2007 ha avuto il doppio tesseramento per l'Atletica Apuana Femminile e l'Esercito. Il suo attuale tecnico è Riccardo Calcini che allena anche William Frullani.
È l'unica italiana ad essere andata oltre quota 4.400 punti nel pentathlon indoor.
Ha migliorato il precedente punteggio, della plurititolata indoor ed outdoor Karin Periginelli, di 4.385 punti che durava da quasi 12 anni (realizzato a Napoli il 16 febbraio del 1997).
Risiede a Capannoli, ma vive e si allena a Firenze dal 2005.

### 1996-2001: i primi titoli italiani giovanili
Durante il quadriennio 1996-1999 (biennio prima da cadetta e poi da allieva) ha vinto 4 medaglie (2 ori, un argento ed un bronzo) nel salto in alto ai campionati italiani.
Quinto posto nel salto in alto agli italiani cadette nel 1997.
Nel 1998 ai campionati italiani allieve di prove multiple un bronzo a Biella; lo stesso anno, altro titolo italiano giovanile nel salto in alto durante i campionati allieve a Caorle.
Nel 1999 è stata prima bronzo nel tetrathlon agli italiani allieve indoor di prove multiple, poi vicecampionessa dell'esathlon ai campionati italiani allieve ed infine bronzo nell'alto agli italiani allieve.
Due titoli italiani juniores nel 2000: pentathlon indoor (ottava nella classifica assoluta) ed eptathlon all'aperto.
Vicecampionessa italiana juniores e nona classificata assoluta agli italiani assoluti di prove multiple indoor nel 2001 ed oro agli italiani juniores.
Agli Europei juniores di Grosseto ha terminato al 13º posto nell'eptathlon.

### 2002-2005: le medaglie ai campionati italiani promesse
Ha saltato la stagione indoor.
Settima ai campionati italiani promesse di prove multiple ed ottava agli assoluti di prove multiple nel 2002.
È stata campionessa italiana promesse nel pentathlon indoor agli assoluti (ottava assoluta) nel 2003; vicecampionessa agli italiani promesse di prove multiple e quarta ai campionati italiani assoluti.
Nel 2004 vicecampionessa italiana promesse nel pentathlon indoor (settima assoluta).
All'aperto è giunta campionessa italiana nelle prove multiple promesse e sesta agli assoluti di eptathlon.
Due volte quarta nell'eptathlon agli italiani assoluti nel biennio 2005-2006 (con 5.380 p. a soli 11 punti dal bronzo della coetanea Elisa Bettini terza con 5.391 p.).

### 2006-2010: l'esordio con la Nazionale seniores
Esordio con la Nazionale assoluta nel 2006 nella First League della Coppa Europa di prove multiple a Jalta in Ucraina con il 22º posto finale: ultima delle quattro italiane (a -23 punti dalla terza italiana, Elisa Bettini), quindi non considerata per il computo del punteggio totale utile per stilare la classifica a squadre.
Quarto posto ai campionati italiani assoluti di eptathlon.
Nel 2007 è stata vicecampionessa italiana assoluta sia indoor nel pentathlon che outdoor nell'eptathlon, ed anche nazionale universitaria sui 100 m hs.
Bronzo a squadre e 10ª posizione nella Second League della Coppa Europa di prove multiple a Tallinn in Estonia.
Doppio titolo italiano assoluto nelle prove multiple del 2008, con l'oro sia nel pentathlon indoor che nell'eptathlon outdoor. Vicecampionessa assoluta indoor nel salto in lungo (quarto posto sui 60 m hs).
Doppia medaglia nella First League della Coppa Europa di prove multiple a Jyväskylä in (Finlandia): oro nella classifica a squadre e bronzo nella prova individuale.
2009, titolo italiano assoluto indoor nel pentathlon; invece ai campionati assoluti non ha concluso la prova nell'eptathlon.
Tre eventi internazionali nello stesso anno: agli Europei indoor di Torino ha chiuso al nono posto nel pentathlon.

8ª nei 100 m hs a Leiria in Portogallo agli Europei a squadre.

14º e 7º posto rispettivamente nell'individuale e a squadre della Super League di Coppa Europa di prove multiple a Stettino (Polonia).
2010, bronzo agli assoluti indoor sui 60 m hs e titolo assoluto nell'eptathlon.
First League della Coppa Europa di prove multiple ad Hengelo nei Paesi Bassi: 6ª posizione nell'individuale e bronzo a squadre.

### 2011-2015: il passaggio ai 400 m ostacoli
Durante la stagione indoor 2011 ai campionati italiani, ha vinto l'oro nel pentathlon, l'argento sui 60 m hs (8ª migliore prestazione italiana sulla specialità al coperto) ed un altro argento nel salto in lungo (6,23 m), terminando la finale ad appena 6 cm dall'oro della campionessa Laura Strati (6,29 m).
5º posto personale e medaglia d'argento in occasione della First League della Coppa Europa di prove multiple a Bressanone.
Ai campionati del mondo di atletica leggera di Taegu 2011 (Corea del Sud) ha concluso al 23º posto nell'eptathlon.
Assente agli assoluti di prove multiple sia indoor che outdoor nel 2012, ma vicecampionessa sui 400 m hs agli assoluti di Bressanone.
2013, un quinto ed un quarto posto ai campionati italiani assoluti rispettivamente nei 400 m agli indoor (finale 2) e sui 400 m hs agli outdoor.
Per un problema al tendine rotuleo dal 2013 ha deciso di dedicarsi ad una singola disciplina, i 400 metri ostacoli.
Nello stesso anno è stata quarta proprio sui 400 m hs ai Giochi del Mediterraneo a Mersin (Turchia), dietro al bronzo della connazionale Manuela Gentili.
Nel biennio 2014-2015 ha saltato la stagione agonistica al coperto ed è stata vicecampionessa assoluta sui 400 m hs, entrambe le volte dietro la plurititolata italo-cubana Yadisleidy Pedroso.
In carriera, dal 1998 ad oggi, ha vinto 30 medaglie (di cui 11 d'oro ed è stata 13 volte vicecampionessa in 8 specialità diverse) ai vari campionati italiani, tra assoluti, giovanili ed universitari.

## Record nazionali
Seniores
- Pentathlon indoor: 4 423 punti ( Ancona, 1º febbraio 2009)[3]

## Progressione

### 400 metri ostacoli
| Stagione | Tempo   | Luogo             | Data      | Rank. Mond. |
| -------- | ------- | ----------------- | --------- | ----------- |
| 2015     | 56"65   | La Chaux-de-Fonds | 5-7-2015  |             |
| 2014     | 57"52   | Rovereto          | 20-7-2014 |             |
| 2013     | 56"65   | Mersin            | 27-6-2013 |             |
| 2012     | 57"39   | Bressanone        | 8-7-2012  |             |
| 2011     | 1'00"23 | Livorno           | 2-6-2011  |             |

### Eptathlon
| Stagione | Punteggio | Luogo               | Data      | Rank. Mond. |
| -------- | --------- | ------------------- | --------- | ----------- |
| 2011     | 5 988 p.  | Desenzano del Garda | 8-5-2011  |             |
| 2010     | 5 841 p.  | Hengelo             | 27-6-2010 |             |
| 2009     | 5 875 p.  | Desenzano del Garda | 10-5-2009 |             |
| 2008     | 5 885 p.  | Jyväskylä           | 29-6-2008 |             |
| 2007     | 5 593 p.  | Tallinn             | 8-7-2007  |             |
| 2006     | 5 380 p.  | Firenze             | 3-6-2006  |             |
| 2005     | 5 138 p.  | Firenze             | 1-5-2005  |             |
| 2003     | 5 035 p.  | Rieti               | 2-8-2003  |             |
| 2002     | 4 786 p.  | Biella              | 9-6-2002  |             |
| 2001     | 5 029 p.  | Macerata            | 27-5-2001 |             |
| 2000     | 4 764 p.  | Casalmaggiore       | 18-6-2000 |             |
| 1999     | 4 515 p.  | Bernhausen          | 15-8-1999 |             |

### Pentathlon indoor
| Stagione | Punteggio | Luogo   | Data      | Rank. Mond. |
| -------- | --------- | ------- | --------- | ----------- |
| 2011     | 4 224 p.  | Ancona  | 30-1-2011 |             |
| 2009     | 4 423 p.  | Ancona  | 1-2-2009  |             |
| 2008     | 4 236 p.  | Ancona  | 27-1-2008 |             |
| 2007     | 4 037 p.  | Ancona  | 28-1-2007 |             |
| 2005     | 2 278 p.  | Firenze | 25-1-2005 |             |
| 2004     | 3 525 p.  | Napoli  | 15-2-2004 |             |
| 2003     | 3 345 p.  | Genova  | 16-2-2003 |             |
| 2001     | 3 520 p.  | Genova  | 21-1-2001 |             |
| 2000     | 3 519 p.  | Ancona  | 23-1-2000 |             |

## Palmares
| Anno | Manifestazione          | Sede     | Evento     | Risultato | Prestazione | Note  |
| ---- | ----------------------- | -------- | ---------- | --------- | ----------- | ----- |
| 2001 | Europei juniores        | Grosseto | Eptathlon  | 13ª       | 4 839 p.    | [ 4 ] |
| 2009 | Europei indoor          | Torino   | Pentathlon | 9ª        | 4 384 p.    | [ 5 ] |
| 2011 | Mondiali                | Taegu    | Eptathlon  | 21ª       | 5 786 p.    | [ 6 ] |
| 2013 | Giochi del Mediterraneo | Mersin   | 400 m hs   | 4ª        | 56"65       | [ 7 ] |

## Campionati nazionali
- 2 volte campionessa assoluta nell'eptathlon (2008, 2010)
- 3 volte campionessa assoluta indoor nel pentathlon (2008, 2009, 2011)
- 1 volta campionessa promesse di eptathlon (2004)
- 1 volta campionessa promesse indoor di pentathlon (2003)
- 2 volte campionessa juniores di eptathlon (2000, 2001)
- 1 volta campionessa juniores indoor di pentathlon (2000)
- 1 volta campionessa allieve di salto in alto (1998)

1997
- 5ª ai campionati italiani cadetti (Senigallia), salto in alto - 1,68 m[8]

1998
- Bronzo ai campionati italiani allievi di prove multiple (Biella), esathlon - 3 893 p.[9]
- Oro ai campionati italiani allievi (Caorle), salto in alto - 1,72 m[10]

1999
- Bronzo ai campionati italiani allievi di prove multiple indoor (Torino), tetrathlon - 2 897 p.[11]
- Argento ai campionati italiani allievi di prove multiple (Bressanone), esathlon - 4 385 p.[9]
- Bronzo ai campionati italiani allievi (Clusone), salto in alto - 1,69 m[12]

2000
- 8ª ai campionati italiani assoluti di prove multiple indoor (Ancona), pentathlon - 3 519 p.[9]
- Oro ai campionati italiani giovanili di prove multiple indoor (Ancona), pentathlon - 3 519 p. (juniores)[9]
- Oro ai campionati italiani juniores e promesse di prove multiple (Casalmaggiore), eptathlon - 4 767 p.[13]

2001
- 9ª ai campionati italiani assoluti di prove multiple indoor (Genova), pentathlon - 3 520 p. (assolute)[9]
- Argento ai campionati italiani assoluti di prove multiple indoor (Genova), pentathlon - 3 520 p. (juniores)[9]
- Oro ai campionati italiani juniores e promesse di prove multiple (Macerata), eptathlon - 5 029 p.[14]

2002
- 7ª ai campionati italiani juniores e promesse di prove multiple (Biella), eptathlon - 4 786 p.[15]
- 8ª ai campionati italiani assoluti di prove multiple (Viareggio), eptathlon - 4 655 p.[9]

2003
- 8ª ai campionati italiani assoluti e giovanili di prove multiple indoor (Genova), pentathlon - 3 345 p. (assolute)[16]
- Oro ai campionati italiani assoluti e giovanili di prove multiple indoor (Genova), pentathlon - 3 345 p. (promesse)[16]
- Argento ai campionati italiani juniores e promesse di prove multiple (Campi Bisenzio), eptathlon - 4 537 p.[9]
- 4ª ai campionati italiani assoluti di prove multiple (Rieti), eptathlon - 5 035 p.[17]

2004
- 7ª ai campionati italiani assoluti e giovanili di prove multiple indoor (Napoli), pentathlon - 3 525 p. (assolute)[18]
- Argento ai campionati italiani assoluti e giovanili di prove multiple indoor (Napoli), pentathlon - 3 525 p. (promesse)[18]
- Oro ai campionati italiani juniores e promesse di prove multiple (Biella), eptathlon - 4 988 p.[19]
- 6ª ai campionati italiani assoluti di prove multiple (Desenzano del Garda), eptathlon - 4 861 p.[9]

2005
- Bronzo ai campionati nazionali universitari (Catania), 100 m hs - 14"43[20]
- Bronzo ai campionati nazionali universitari (Catania), salto in lungo - 6,01 m[20]
- 4ª ai campionati italiani assoluti di prove multiple (Forlì), eptathlon - 5 032 p.[21]

2006
- 4ª ai campionati italiani assoluti di prove multiple (Firenze), eptathlon - 5 380 p.[22]

2007
- Argento ai campionati italiani assoluti di prove multiple indoor (Ancona), pentathlon - 4 037 p.[23]
- Argento ai campionati nazionali universitari (Jesolo), 100 m hs - 13"97[24]
- Argento ai campionati italiani assoluti di prove multiple (Padova), eptathlon - 5 276 p.[25]

2008
- Oro ai campionati italiani assoluti di prove multiple indoor (Ancona), pentathlon - 4 236 p.[9]
- 4ª ai campionati italiani assoluti indoor (Genova), 60 m hs - 8"53[26]
- Argento ai campionati italiani assoluti indoor (Genova), salto in lungo - 6,19 m[27]
- Oro ai campionati italiani assoluti di prove multiple (Cagliari), eptathlon - 5 673 p.[28]

2009
- Oro ai campionati italiani assoluti di prove multiple indoor (Ancona), pentathlon - 4 423 p.[29]
- In finale ai campionati italiani assoluti di prove multiple (Milano), eptathlon - NF[30]

2010
- Bronzo ai campionati italiani assoluti indoor (Ancona), 60 m hs - 8"38[31]
- Oro ai campionati italiani assoluti di prove multiple (Bressanone), eptathlon - 5 668 p.[32]

2011
- Oro ai campionati italiani assoluti di prove multiple indoor (Ancona), pentathlon - 4 224 p.[33]
- Argento ai campionati italiani assoluti indoor (Ancona), 60 m hs - 8"30[34]
- Argento ai campionati italiani assoluti indoor (Ancona), salto in lungo - 6,23 m[35]

2012
- Argento ai campionati italiani assoluti (Bressanone), 400 m hs - 57"39[36]

2013
- 5ª ai campionati italiani assoluti e promesse indoor (Ancona), 400 m - 55"40 (Finale 2)[37]
- 4ª ai campionati italiani assoluti (Milano), 400 m hs - 58"28[38]

2014
- Argento ai campionati italiani assoluti (Rovereto), 400 m hs - 57"52[39]

2015
- Argento ai campionati italiani assoluti (Torino), 400 m hs - 57"44[40]

## Altre competizioni internazionali
2006
- 22ª nella First League della Coppa Europa di prove multiple ( Jalta), eptathlon - 5 239 p.[41]

2007
- 10ª nella Second League della Coppa Europa di prove multiple ( Tallinn), eptathlon - 5 593 p.[42]
- Bronzo nella Second League della Coppa Europa di prove multiple ( Tallinn), a squadre - 16 697 p.[43]

2008
- Bronzo nella First League della Coppa Europa di prove multiple ( Jyväskylä), eptathlon - 5 885 p.[44]
- Oro nella First League della Coppa Europa di prove multiple ( Jyväskylä), a squadre - 17 082 p.[45]

2009
- 5ª nella Coppa dei Campioni per club, ( Castellón), 100 m hs - 13"45[46]
- 7ª nella Coppa dei Campioni per club ( Castellón), salto in alto - 1,70 m[46]
- 8ª agli Europei a squadre ( Leiria), 100 m hs - 13"41[5]
- 14ª nella Super League della Coppa Europa di prove multiple ( Stettino), eptathlon - 5 713 p.[5]
- 7ª nella Super League della Coppa Europa di prove multiple ( Stettino), a squadre - 16.468 p.[47]

2010
- 6ª nella First League della Coppa Europa di prove multiple ( Hengelo), eptathlon - 5 841 p.[48]
- Bronzo nella First League della Coppa Europa di prove multiple ( Hengelo), a squadre - 16 705 p.[49]

2011
- 5ª nella First League della Coppa Europa di prove multiple ( Bressanone), eptathlon - 5 782 p.[50]
- Argento nella First League della Coppa Europa di prove multiple ( Bressanone), a squadre - 17 050 p.[50]